# Боулдер (Вайомінг)
Боулдер (англ. Boulder) — переписна місцевість (CDP) в США, в окрузі Саблетт штату Вайомінг. Населення — 115 осіб (2020).

## Географія
Боулдер розташований за координатами 42°44′46″ пн. ш. 109°42′24″ зх. д. / 42.74611° пн. ш. 109.70667° зх. д. (42.746070, -109.706605).  За даними Бюро перепису населення США в 2010 році переписна місцевість мала площу 4,84 км², уся площа — суходіл.

### Клімат
| Клімат : Боулдер                   | Клімат : Боулдер | Клімат : Боулдер | Клімат : Боулдер | Клімат : Боулдер | Клімат : Боулдер | Клімат : Боулдер | Клімат : Боулдер | Клімат : Боулдер | Клімат : Боулдер | Клімат : Боулдер | Клімат : Боулдер | Клімат : Боулдер | Клімат : Боулдер |
| Показник                           | Січ.             | Лют.             | Бер.             | Квіт.            | Трав.            | Черв.            | Лип.             | Серп.            | Вер.             | Жовт.            | Лист.            | Груд.            | Рік              |
| Абсолютний максимум, °C            | 9,4              | 10,0             | 17,8             | 23,9             | 30,6             | 32,2             | 34,4             | 33,9             | 30,0             | 26,1             | 18,3             | 13,3             | 34,4             |
| Середній максимум, °C              | −3,8             | −0,7             | 4,1              | 10,8             | 16,8             | 22,2             | 26,3             | 25,8             | 20,3             | 14,5             | 4,1              | −2,1             | 11,6             |
| Середня температура, °C            | −12,9            | −10,4            | −4               | 2,3              | 7,6              | 12,4             | 15,6             | 14,8             | 9,7              | 3,9              | −4,6             | −11,4            | 2,0              |
| Середній мінімум, °C               | −22,1            | −20,2            | −12,1            | −6,2             | −1,8             | 2,6              | 4,8              | 3,9              | −0,9             | −6,6             | −13,3            | −20,7            | −7,7             |
| Абсолютний мінімум, °C             | −37,8            | −38,3            | −33,9            | −15,6            | −12,2            | −7,8             | −3,9             | −5               | −11,1            | −21,1            | −32,8            | −46,7            | −46,7            |
| Норма опадів, мм                   | 10               | 11               | 20               | 23               | 34               | 31               | 26               | 34               | 37               | 18               | 11               | 8                | 263              |
| ---------------------------------- | ---------------- | ---------------- | ---------------- | ---------------- | ---------------- | ---------------- | ---------------- | ---------------- | ---------------- | ---------------- | ---------------- | ---------------- | ---------------- |
| Джерело: NOAA (normals, 1971–2000) |                  |                  |                  |                  |                  |                  |                  |                  |                  |                  |                  |                  |                  |

## Демографія
Згідно з переписом 2010 року, у переписній місцевості мешкало 170 осіб у 71 домогосподарстві у складі 45 родин. Густота населення становила 35 осіб/км².  Було 113 помешкання (23/км²).
Расовий склад населення:
| - 92,4 % — білих - 0,6 % — корінних американців |

До двох чи більше рас належало 7,1 %. Частка іспаномовних становила 6,5 % від усіх жителів.
За віковим діапазоном населення розподілялося таким чином: 19,4 % — особи молодші 18 років, 74,7 % — особи у віці 18—64 років, 5,9 % — особи у віці 65 років та старші. Медіана віку мешканця становила 38,5 року. На 100 осіб жіночої статі у переписній місцевості припадало 117,9 чоловіків;  на 100 жінок у віці від 18 років та старших — 128,3 чоловіків також старших 18 років.
Цивільне працевлаштоване населення становило 0 осіб. 